# Amaterasu
Amaterasu Ō-Mikami o Amaterasu Okami (天照?), entre otros nombres, es la diosa del sol en la mitología japonesa. Una de las principales deidades (kami) del sintoísmo, también es representada en los primeros textos literarios de Japón, el Kojiki (ca. 712 d. C.) y el Nihonshoki (720 d. C.), como gobernante (o uno de los gobernantes) del reino celestial Takamagahara y el antepasado mítico de la familia imperial japonesa a través de su nieto Ninigi. Junto con sus hermanos, la deidad lunar Tsukuyomi y el impetuoso dios de la tormenta Susanoo, se la considera uno de los "Tres Niños Preciosos" (三貴子 mihashira no uzu no miko/sankishi), los tres descendientes más importantes del dios creador Izanagi.

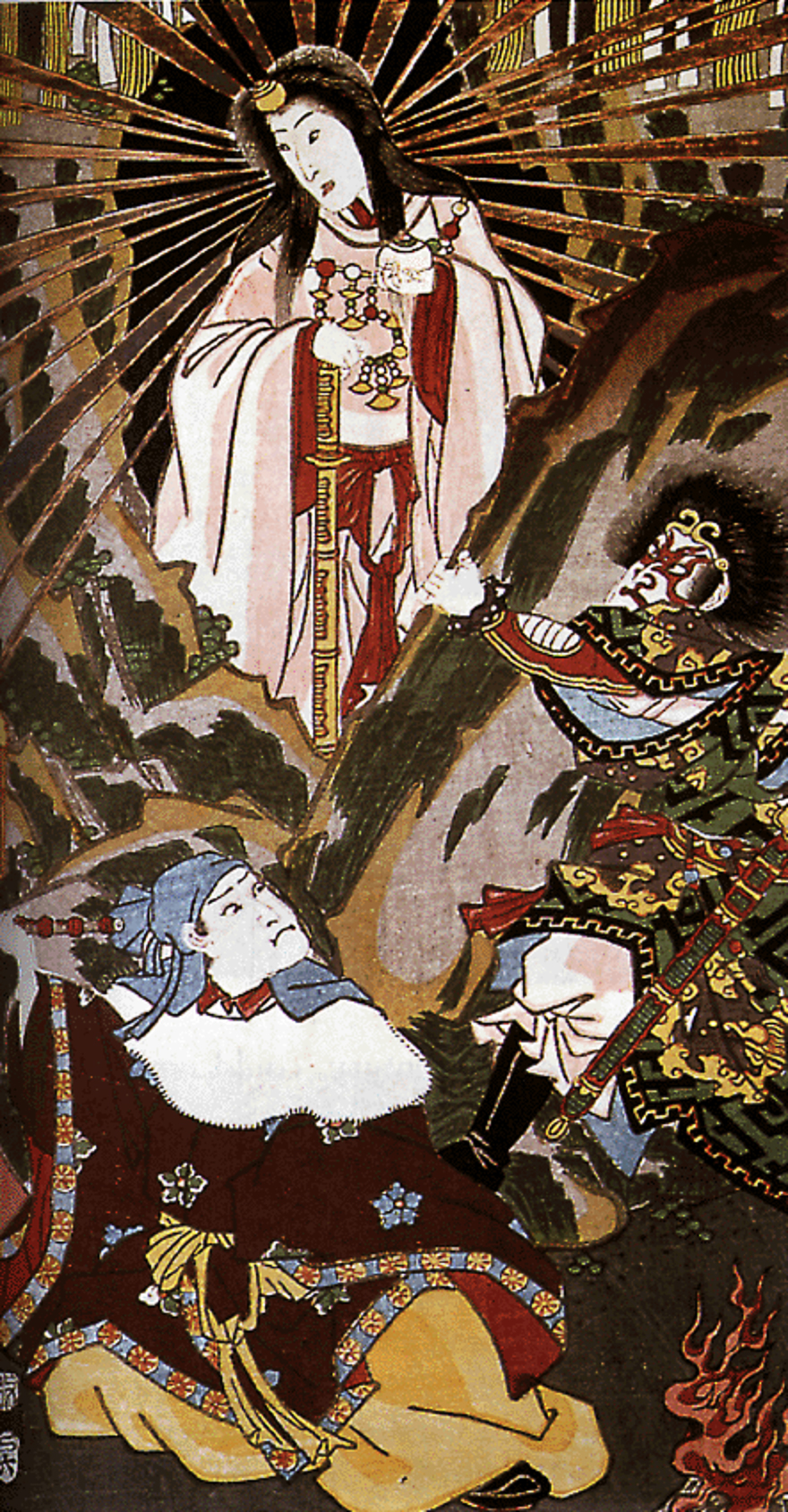
Amaterasu emergiendo de la cueva Ama-no-Iwato, a la que una vez se retiró (pintado por Kunisada).

El principal lugar de culto de Amaterasu, el Gran Santuario de Ise en Ise, Prefectura de Mie, es uno de los lugares más sagrados del Shinto y un importante centro de peregrinación y lugar turístico. Al igual que con otros kami sintoístas, también está consagrada en varios santuarios sintoístas en todo Japón.

## Nombre
La diosa es llamada Amaterasu Ōmikami (天照大御神 / 天照大神; Ortografía histórica: あまてらすおほみかみ, Amaterasu Ohomikami; japonés antiguo: Amaterasu Opomi1kami2) en el Kojiki, mientras que el Nihon Shoki indica las siguientes variantes de su nombre:
- Ōhirume-no-Muchi (大日孁貴; Man'yōgana: 於保比屢咩能武智; ortografía histórica: おほひるめのむち, Ohohirume-no-Muchi; japonés antiguo: Opopi1rume1-no2-Muti)[4][5]
- Amaterasu Ō(mi)kami (天照大神; ortografía histórica: あまてらすおほ(み)かみ, Amaterasu Oho(mi)kami)[4][5]
- Amaterasu Ōhirume no Mikoto (天照大日孁尊)[4][5]
- Hi-no-Kami (日神; OJ: Pi1-no-Kami2)[4][5]

Se cree que Amaterasu deriva del verbo amateru (iluminar / brillar en el cielo) (天 ama  cielo + 照る teru brillar) combinado con el honorífico verbo auxiliar  す -su, mientras que Ōmikami significa 'gran augusto deidad' (大 ō grande + prefijo honorífico 御 mi- + kami). Notablemente, Amaterasu en Amaterasu Ōmikami no es técnicamente un nombre de la misma manera que Susanoo en Susa no O no Mikoto o Ōkuninushi en Ōkuninushi no Kami lo son. Amaterasu es una forma verbal atributiva que modifica al sustantivo que le sigue, ōmikami. Este epíteto es, por tanto, mucho más transparente semánticamente que la mayoría de los nombres registrados en el Kojiki y el Nihon Shoki, en el sentido de que significa exactamente lo que significa, sin alusiones, inferencias ni opacidad etimológica, literalmente 'La Gran Diosa de Agosto que brilla en el cielo'. Este uso es análogo al de las cláusulas relativas en inglés, sólo que difiere en que las cláusulas japonesas se colocan delante del sustantivo al que modifican. Otro ejemplo es el epíteto alternativo Amateru Kami (Amateru Kami). (天照神, La diosa que brilla en el cielo), que es una versión llana y no honorífica de Amaterasu Ōmikami, (2) formas alternativas del verbo amaterasu utilizadas en otros lugares, por ejemplo su forma continuativa.  amaterashi (天照之) en el Nihon Sandai Jitsuroku', y (3) usos similares de formas verbales atributivas en ciertos epítetos, como el Hatsu Kunishirasu Sumeramikoto del Emperador Jimmu. (始馭天下之天皇, Su Majestad que Gobierna la tierra). Existen, aun así, ciertas formas verbales que se tratan como nombres propios, como el terminal negativo fukiaezu en 'Ugayafukiaezu no Mikoto' (鸕鷀草葺不合尊, Su alteza, Cubierta de manera incompleta con plumas de cormorán)
Su otro nombre, Ōhirume, suele entenderse con el significado de gran mujer del sol / diurna. (cf. hiru día(tiempo), mediodía, de hi sol, día + 女 me mujer, señora),  aunque etimologías alternativas como gran mujer espíritu (tomando hi como espíritu) o esposa del sol (sugerido por Orikuchi Shinobu, que propuso la teoría de que Amaterasu fue concebida originalmente como la consorte o sacerdotisa de una deidad solar masculina). También se ha sugerido una posible conexión con el nombre Hiruko (el niño rechazado por los dioses Izanagi e Izanami y uno de los hermanos de Amaterasu).  A este nombre se añade el honorífico muchi, que también se ve en algunos otros teónimos como 'Ō(a)namuchi] o 'Michinushi-no-Muchi' (un epíteto de las tres diosas Munakata).

## Culto al sol
Amaterasu es considerada una diosa de carácter amable y compasiva con quienes la adoran. Esta actitud maternal viene además porque, según los preceptos del sintoísmo, es ancestro de todos los emperadores de Japón, por lo que podría decirse que es la madre del imperio y deidad suprema en el país.
Se cree que su espejo sagrado Yata no Kagami se guarda en un santuario Naiku, en Ise, como uno de los tesoros imperiales.

## Mitología de Amaterasu
Según se cuenta en el Kojiki, la megami (kami en femenino) nació del ojo izquierdo de Izanagi cuando se purificaba tras su intento fallido de rescatar a Izanami, y de similar manera nacieron sus hermanos Susanoo y Tsukuyomi. El Kojiki la describe como la Megami de la que emana toda la luz, y en numerosas ocasiones se hace alusión a ella como la Megami del sol por la calidez y la compasión por aquellos que la adoran.
La mayor parte de los mitos giran en torno a un incidente en el que la Megami se quedó encerrada en una cueva por culpa de las acciones de su hermano Susanō. Sumido en un fuerte estado de embriaguez, este arrasó los campos de arroz de Amaterasu, llenó todos sus canales de irrigación, y arrojó excrementos en su palacio y templos (en otra versión estas acciones se debieron a la furia del dios tras perder una competición destinada a subsanar su descontento con el reparto que su padre había hecho de cielo, noche y océanos entre los tres hermanos). La megami le rogó a su hermano que se detuviera, pero este la ignoró y llegó incluso a arrojar el cadáver del caballo "celestial" a sus doncellas, que se encontraban tejiendo. Las mujeres murieron a causa de las astillas de madera que, al romperse el telar, atravesaron sus cuerpos (la mayoría de las versiones dicen que son sus órganos reproductivos los que fueron alcanzados por la madera).
Furiosa, tras ver el cadáver del caballo, Amaterasu se encerró en la Cueva Celestial y la selló con una roca. Como resultado, el mundo quedó sumido en tinieblas, y comenzó a marchitarse y llenarse de malos espíritus. Los kami-gami (plural de kami) se reunieron frente a la entrada buscando una manera de hacerla salir. El dios de la inteligencia Omoikane, ideó la manera de hacerla salir, se sentaron todos en torno a la cueva y colocaron un espejo dirigido a la entrada. Ama no Uzume, la voluptuosa megami de la danza, dio la vuelta a una bañera y se puso a bailar sobre ella, marcando el ritmo con sus pasos. Durante su danza, se levantaba la falda y mostraba los pechos. El resto de kami-gami hacía mucho ruido gritando, riéndose y animando. Amaterasu decidió echar un vistazo a ver qué era lo que pasaba, y le preguntó al que estaba más cerca de la entrada. Este le contestó que había una nueva megami. Cuando Amaterasu preguntó quien era, este señaló al espejo, y esta, que nunca había visto su reflejo, se quedó absorta en la imagen. Estaba tan sorprendida que exclamó Omo-shiroi, que significa tanto blanca tez como fascinante. Mientras estaba distraída, los otros kami-gami cerraron la cueva tras ella, convenciéndola para regresar al Plano Celestial.

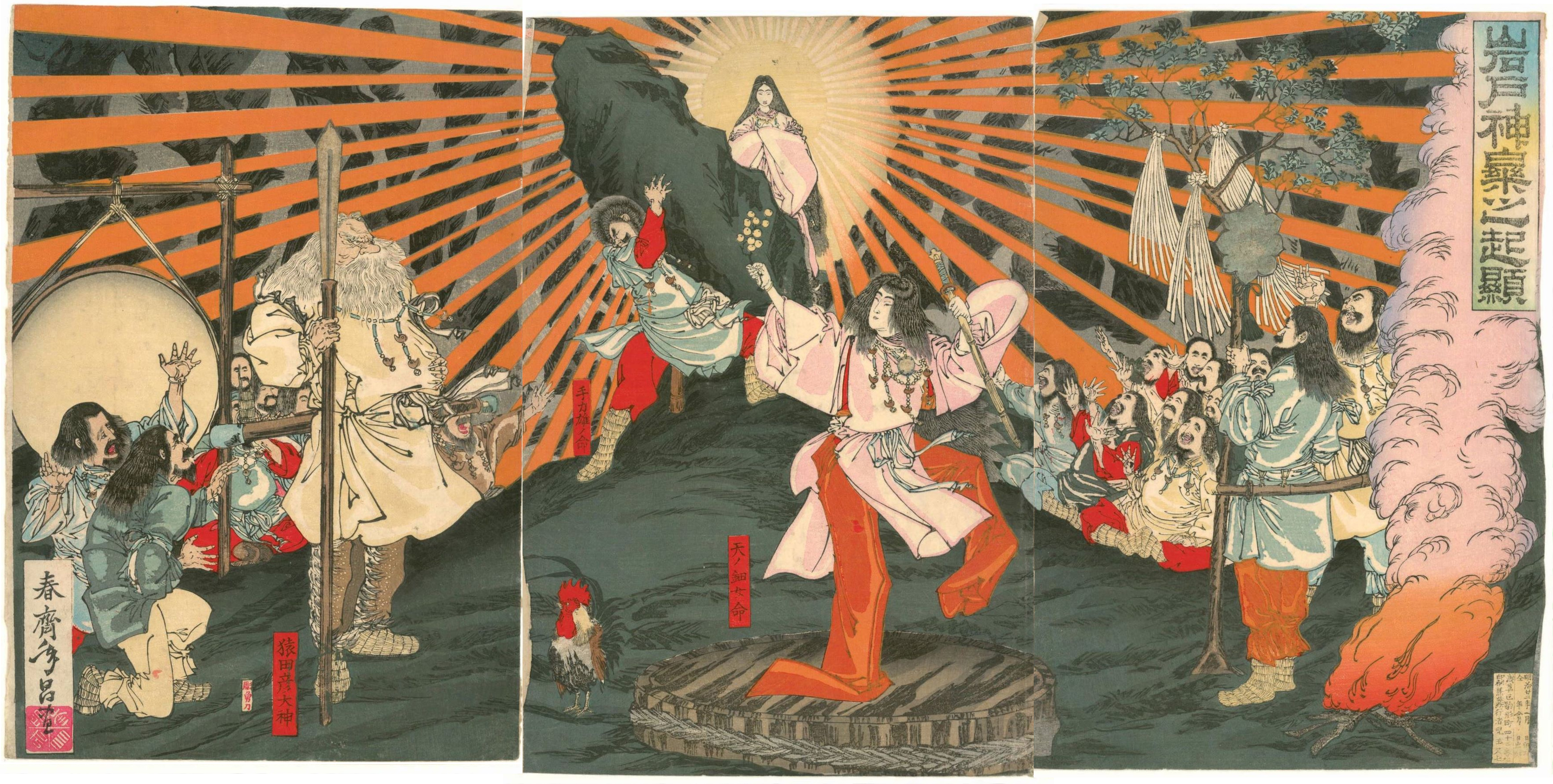
Amaterasu saliendo de la cueva

Amaterasu fue enviada de joven a conquistar las Altas Llanuras del Cielo, pero pronto tuvo que esconderse, ofendida ante el comportamiento de su hermano. Cuando dejó de esconderse, envió a su nieto Ninigi-no-mikoto a pacificar Japón y fue su bisnieto Jinmu quién se convirtió en el primer emperador. Esta hipotética fundación de la dinastía imperial japonesa fomentó la idea nacionalista e imperialista surgida durante la Restauración Meiji de 1868.
Amaterasu carece de iconografía. Pese a ello, se le relaciona con el "Divino Espejo" al que se refiere la leyenda de la cueva. De hecho, cuando mandó a su nieto a pacificar Japón, le dio una espada, Kusanagi, recibida como presente de su hermano Susanoo para volver al cielo, un espejo (este), y las joyas de la Familia Imperial, consistentes en la espada, Kusanagi-no-tsurugi (草薙劍), la joya o collar de joyas Yasakani no magatama (八尺瓊曲玉) y el espejo Yata no kagami (八咫鏡).

## Caballos dedicados al Sol en el gran santuario de Ise
En Japón, la diosa Amaterasu es adorada como la deidad madre de la casa imperial y como la deidad suprema de la nación japonesa. El gran santuario de Ise se ha creado para Amaterasu. Si se aprecia el interior del gran santuario de Ise, cerca de la entrada se encuentran los caballos dedicados a la diosa Amaterasu. Estos caballos no son ordinarios, sino que son los caballos que la casa imperial japonesa dedicó a la diosa del Sol. Los caballos son vestidos y llevados a un lugar santo del santuario de tres veces al mes e inclinan la cabeza hacia Amaterasu.

## Culto

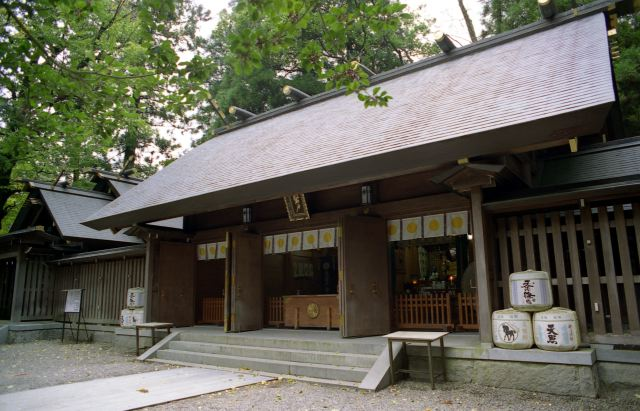
Santuario de Amanoiwato (天岩戸神社)

El Gran Santuario de Ise (伊勢神宮 Ise Jingū) situado en Ise, Prefectura de Mie, Japón, alberga el santuario interior, Naiku, dedicado a Amaterasu. Se dice que su espejo sagrado, Yata no Kagami, se guarda en este santuario como uno de los Objetos de regalia imperial. Una ceremonia conocida como ja (神宮式年遷宮) se celebra cada veinte años en este santuario para honrar a las numerosas deidades consagradas, que está formado por 125 santuarios en total. Los nuevos edificios del santuario se construyen primero en un lugar adyacente al lugar. Tras el traslado del objeto de culto, la nueva vestimenta y tesoros y la ofrenda de alimentos a la diosa, se desmontan los edificios antiguos. Los materiales de construcción desmontados se entregan a muchos otros santuarios y edificios para que los renueven. Esta práctica forma parte de la fe sintoísta y se practica desde el año 690 de nuestra era, pero no sólo para Amaterasu, sino también para muchas otras deidades consagradas en el Gran Santuario de Ise. Además, desde finales del siglo VII hasta el siglo XIV, una princesa soltera de la Familia Imperial, llamada «Saiō» (斎王) o itsuki no miko (斎皇女), servía como sacerdotisa sagrada de Amaterasu en el santuario de Ise en cada nueva dinastía.>.
El Santuario de Amanoiwato (天岩戸神社?) en Takachiho, Prefectura de Miyazaki, Japón también está dedicado a Amaterasu y se asienta sobre el desfiladero que contiene la cueva Ama-no-Iwato.
El culto a Amaterasu con exclusión de otros kami ha sido descrito como «el culto al sol. « Esta frase también puede referirse a la primitiva adoración pre-archipiélago del sol.
Según el Engishiki'] (延喜式) y el Sandai Jitsuroku] (三代実録) del periodo Heian la diosa del sol contaba con numerosos santuarios llamados «Amateru» o «Amateru-mitama», que se encontraban principalmente en la zona de Kinki. Sin embargo, también se tiene constancia de un santuario en la isla de Tsushima, acuñado como «Teruhi Gongen» o la «Deidad del Sol Brillante» durante la época medieval. Más tarde se descubrió que dicho santuario estaba destinado a una deidad solar masculina llamada Ameno-himitama.
Amaterasu también fue venerada en los santuarios Hinokuma. Los santuarios Hinokuma eran utilizados para venerar a la diosa por el pueblo Ama en la Provincia de Kiis. Debido a que se cree que los Ama eran pescadores, los investigadores han conjeturado que la diosa también era venerada por una posible conexión con el mar.
A principios del siglo XX y hasta después de la Segunda Guerra Mundial, algunos creían que Amaterasu había «creado el archipiélago japonés a partir de las gotas de agua que cayeron de su lanza» y en tiempos históricos, la lanza era un objeto comparado con el sol y las deidades solares.